# Estación de Irún
Irún es una estación ferroviaria situada en el municipio español homónimo en la provincia de Guipúzcoa, comunidad autónoma del País Vasco. Es una estación fronteriza que tiene su equivalente francesa en Hendaya. Por ello dispone tanto de vías de ancho ibérico como de ancho internacional, lo que permite la circulación tanto de trenes operados por Renfe como por la SNCF.
En el año 2010 fue utilizada por cerca de 210 000 pasajeros (sin contar el tráfico de cercanías).
El complejo ferroviario se completa con una importante estación de clasificación llamada Irún Mercancías.

## Situación ferroviaria
La estación de Irún forma una pareja junto con la estación de Hendaya, situada a unos dos kilómetros y separada por el río Bidasoa. La red de ancho ibérico (1 668 mm) llega a Irún y continúa para finalizar en Hendaya, mientras que la red de ancho internacional (1 435 mm) llega a Hendaya y continúa para finalizar en Irún. El tramo entre ambas estaciones dispone de vías en los dos anchos.
Por la red francesa, la estación se encuentra en el punto kilométrico 235,063 de la línea Burdeos-Irún. Por la española, forma parte de la línea férrea radial Madrid-Hendaya (P.K. 639,4) inaugurada en 1864. También formaba parte de la línea férrea Irún-Elizondo, cerrada desde 1956. 
La SNCF y Renfe Operadora tienen un acuerdo mediante el cual los trenes de cada compañía atraviesan la frontera hasta la siguiente estación para dejar viajeros, pero no para recogerlos. Así, los trenes en dirección Francia inician y finalizan el recorrido en Hendaya, y los trenes dirección España inician y finalizan el recorrido en Irún. Los trenes que cruzan la frontera para dejar viajeros vuelven de vacío a la estación situada al otro lado. Los trenes regionales no llegan a atravesar la frontera, por lo que no existe posibilidad de enlace entre los regionales de ambas redes. Desde el año 2018, tras la suspensión de los servicios TGV a Irún y las negociaciones entre CP, Renfe y SNCF, el Trenhotel Sudexpreso pasó a iniciar su recorrido en Hendaya.
El único tren de pasajeros que realizaba un recorrido pasante era el Trenhotel «Francisco de Goya», tren nocturno entre Madrid-Chamartín y París-Austerlitz. Se componía de una rama tipo Talgo, cuyos rodales se desplazaban en un cambiador de ancho para pasar de la red española a la francesa y viceversa. En el pasado también se utilizó para trenes de pasajeros el cambio de ejes, que actualmente sólo se emplea para trenes de mercancías. Asimismo existen instalaciones para la manipulación de mercancías y su transbordo entre trenes españoles y franceses.

## Historia
El ferrocarril llegó a Irún en 1863, cuando la Compañía de los Caminos de Hierro del Norte de España completó el tramo San Sebastián-Irún de la línea que pretendía unir Madrid con la frontera francesa. Poco después, en agosto de 1864, el trazado alcanzó Francia gracias a la construcción del puente internacional sobre el río Bidasoa. Por primera vez, las redes ferroviarias españolas y francesas quedaban unidas. Las primeras instalaciones construidas fueron sustituidas en 1881 por una estación definitiva que seguía los planos del ingeniero Avillume. Se dividió en dos edificios, uno destinado al tráfico nacional de una planta y otro destinado al tráfico internacional de dos plantas.
En 1941, con la nacionalización del ferrocarril en España, Norte desapareció y pasó a formar parte de RENFE. Esta última gestionó el recinto hasta la creación de Adif a finales de 2004.

## Servicios ferroviarios

### Alta Velocidad
Hasta 2017, los trenes TGV procedentes de París-Montparnasse finalizaban su recorrido en Irún. Desde la introducción del TGV EuroDuplex (3UFC), terminan su recorrido en Hendaya.

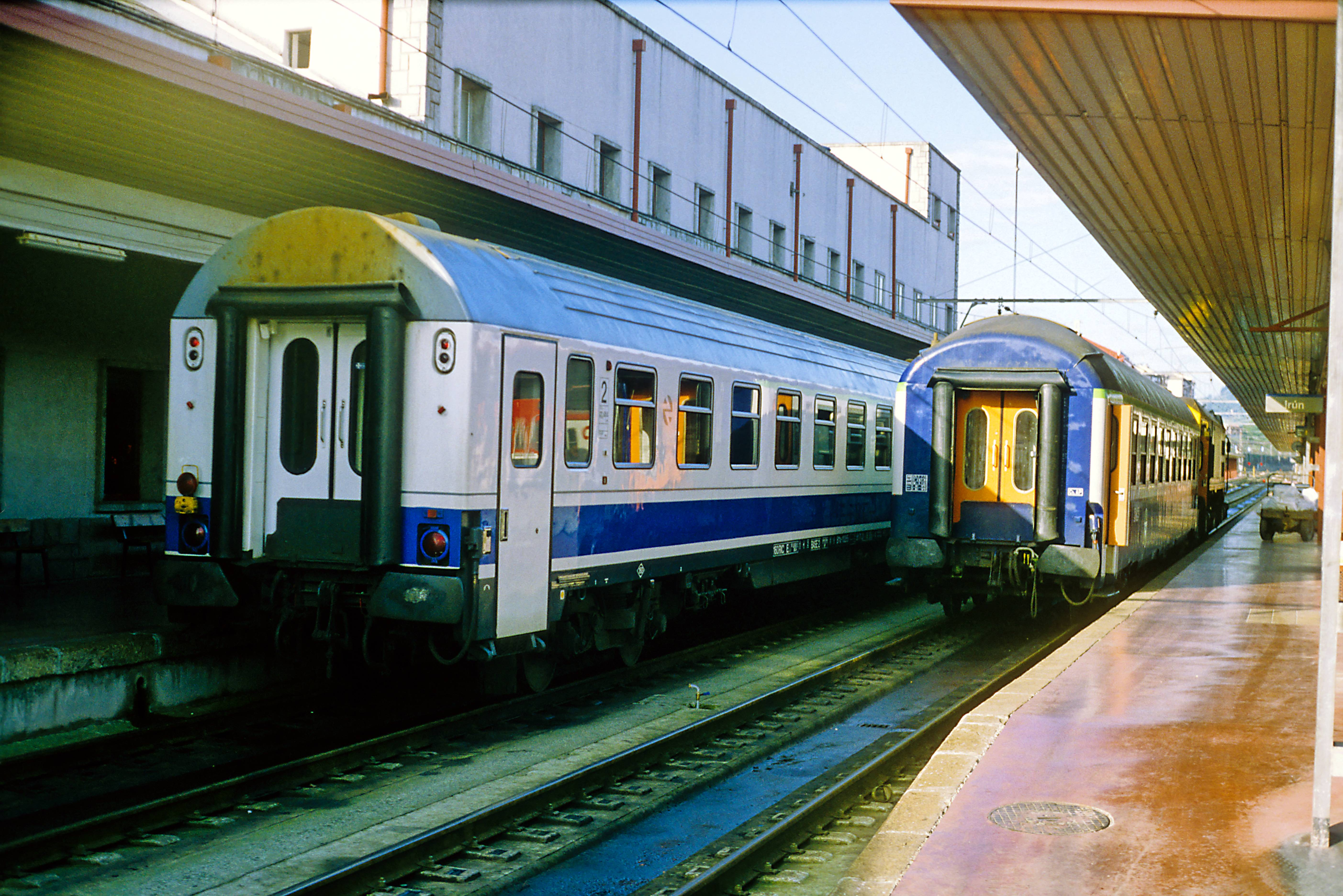
Trenes de la RENFE estacionados en Irún en 1993.

### Larga distancia
Irún posee tráfico de Larga Distancia que la une con destinos transversales, como Galicia y Cataluña, y radiales, como Madrid. Estas conexiones usan principalmente trenes Alvia e Intercity. 
También contaba con servicios internacionales del Trenhotel Surexpreso entre Hendaya y Lisboa hasta su suspensión por la Pandemia de COVID-19.

### Media distancia
Los trenes de Media Distancia de Renfe la unen con Vitoria y Miranda de Ebro gracias a su línea 25. Además, dos Intercity diarios permiten viajar hasta Madrid.

### Cercanías
| Destino  | < Estación     | Línea | Estación > | Destino  |
| -------- | -------------- | ----- | ---------- | -------- |
| Bríncola | Ventas de Irún |       | Terminal   | Terminal |

## Conexiones
La estación ofrece una conexión con la línea 2 de Euskotren.

## Proyectos
La llegada de la alta velocidad a Irún supondrá la creación de una nueva estación intermodal que integrará alta velocidad, cercanías, Euskotren y autobuses. Se prevé así mejorar la integración del ferrocarril en la ciudad. 